# Wislaw Ier de Rügen
Wislaw Ier de Rügen (en polonais Wisław I, en allemand Wizlaw I.) est né vers 1180 et est décédé le 7 juin 1250. Il est prince de Rügen (1221-1250).

## Biographie
Le nom de Wislaw est mentionné pour la première fois en 1193. Il est le fils de Jaromar Ier de Rügen et d’Hildegarde de Danemark, la fille du roi Knut V de Danemark.
En 1219, Wislaw participe à l’expédition militaire de Valdemar II de Danemark en Estonie. En 1221, son frère Barnut abdique en sa faveur.
Loyal vassal des Danois, Wislaw combat à leurs côtés. Ainsi, il prend part à la bataille de Mölln (1225) et à la bataille de Bornhöved (1227). Malgré la défaite des Danois, il leur reste fidèle. Pendant son règne, Wislaw mène une politique active de développement de sa principauté. En 1231, il fonde l’abbaye cistercienne de Neuenkamp (aujourd’hui Franzburg). En 1234, il accorde les privilèges urbains à Stralsund.

## Descendance
Wislaw a épousé une certaine Marguerite dont on ne connait pas l’origine. Elle lui a donné six fils connus :
- Jaroslaw (après 1215, † 1242/1243), de 1232 à 1242 Curé-doyen de Rügen et de Tribsees
- Petrus (après 1215, † 1237)
- Wislaw (vers 1220, † 1243/1244)
- Burislaw (avant 1231, † 1237)
- Nikolaus (avant 1231, † 1237)
- Jaromar (1218, † 1260)

## Sources
- (de) Cet article est partiellement ou en totalité issu de l’article de Wikipédia en allemand intitulé « Wizlaw I. » (voir la liste des auteurs).